# Акмаянський сільський округ
Акмая́нський сільський округ (каз. Ақмая ауылдық округі, рос. Акмаянский сельский округ) — адміністративна одиниця у складі Шиєлійського району Кизилординської області Казахстану. Адміністративний центр — село Акмая.
Населення — 2569 осіб (2021; 2651 у 2009, 2519 у 1999, 2410 у 1989).
Станом на 1989 рік існувала Акмаїнська сільська рада (села Авангард, Полуказарма).

## Склад
До складу округу входять такі населені пункти:
| Населений пункт | Колишні назви | Населення, осіб (1989) | Населення, осіб (1999) | Населення, осіб (2009) | Населення, осіб (2021) |
| --------------- | ------------- | ---------------------- | ---------------------- | ---------------------- | ---------------------- |
| Акмая, село     | Авангард      | 2101                   | 2383                   | 2519                   | 2463                   |
| Косарик, село   | Полуказарма   | 309                    | 136                    | 132                    | 106                    |